# Vanzy
Vanzy – miejscowość i gmina we Francji, w regionie Owernia-Rodan-Alpy, w departamencie Górna Sabaudia.
Według danych na rok 1990 gminę zamieszkiwały 222 osoby, a gęstość zaludnienia wynosiła 40 osób/km² (wśród 2880 gmin regionu Rodan-Alpy Vanzy plasuje się na 1405. miejscu pod względem liczby ludności, natomiast pod względem powierzchni na miejscu 1471.).